# Эльменхорст (Нордфорпоммерн)
Эльменхорст (нем. Elmenhorst) — община в Германии, в земле Мекленбург-Передняя Померания.
Входит в состав района Северная Передняя Померания. Подчиняется управлению Мильцов. Население составляет 724 человека (на 31 декабря 2010 года). Занимает площадь 22,49 км².